# Ballysheen Beg
Die Megalithen von Ballysheen Beg (nach dem gleichnamigen Townland, irisch Baile Uí Oisín Beag) bestehen aus einer als Dermot and Grania’s Bed bezeichneten Megalithanlage, einer zweiten unklassifizierbaren Megalithstruktur und westlich davon vier Menhiren (englisch Standing Stones).
Dermot and Grania’s Bed, das auf der OS-Karte als „Stones“ markiert ist, befindet sich auf dem Gelände des Walton Lodge Golfclubs, nordwestlich von Sixmilebridge im Süden des County Clare in Irland. Die Nordost-Südwest orientierte, keinem Typ zuordenbare Megalithanlage, besteht aus drei 0,6 bis 0,5 m hohen Orthostaten und einem kleinen Deckstein. Eine archäologische Untersuchung in den 1960er Jahren erbrachte keine Artefakte oder menschlichen Reste.
Die vier Menhire (englisch Standing Stones) befinden sich auch auf dem Gelände des Golfclubs. Sie erreichen Höhen zwischen 2,8 und 1,2 m und wurden bei der archäologischen Untersuchung in den 1960er Jahren als echt bestätigt. Cloughlea oder Finns sharpingstone ist eine Steinformation bei Ballysheen.